# Bernie Jackson
Bernie Jackson (* 22. Oktober 1961) ist ein ehemaliger US-amerikanischer Sprinter.
1983 gewann er bei der Universiade Bronze über 200 m. Bei den Panamerikanischen Spielen in Caracas holte er ebenfalls Bronze über 200 m und siegte in der 4-mal-100-Meter-Staffel.

## Persönliche Bestzeiten
- 100 m: 10,19 s, 3. Juli 1983, Colorado Springs
- 200 m: 20,26 s, 19. Juni 1983, Indianapolis